# باب کارلایل
باب کارلایل (انگلیسی: Bob Carlisle؛ زادهٔ ۲۹ سپتامبر ۱۹۵۶) یک موسیقی‌دان اهل ایالات متحده آمریکا است.
 وی از سال ۱۹۸۵ میلادی تاکنون مشغول فعالیت بوده‌است.